# Qaradəmirçi
Qaradəmirçi è un comune dell'Azerbaigian situato nel distretto di Bərdə. Conta una popolazione di 456 abitanti.